# Château Mazeyres
Château Mazeyres är ett Bordeauxvin från appellationen Pomerol. 
Vingården/slottet är belägen på högra stranden i Bordeaux-distriktet, i kommunen Pomerol i departementet Gironde. Gården producerar även ett andravin, Le Seuil de Mazeyres.

## Historia
Château Mazeyres ligger på en historisk plats, i ett lummigt parkområde vid ruinerna av en gallo-romersk villa, som förstördes på 300-talet. Tidig vitikultur kan påvisas av det "chai" som var ett kloster på 1500-talet och slottet som byggdes på 1800-talet, under den period då egendomen var en av de största i Pomerol.
1988 köptes Chateau Mazeyres av Caisse de Retraite de la Société Générale, och har sedan 1992 letts av Alain Moueix, som också driver Château Fonroque.

## Produktionen
Vingården består av över 22 hektar med druvsorterna 80 % Merlot och 20 % Cabernet Franc. Den årliga produktionen av förstavinet Château Mazeyres är 7 000 cases, och av andravinet, Le Seuil de Mazeyres, produceras det 1 600 cases.